# Omphacodes pulchrifimbria
Omphacodes pulchrifimbria là một loài bướm đêm trong họ Geometridae.